# اینیاکی ارنیا
اینیاکی ارنیا (انگلیسی: Iñaki Eraña؛ زادهٔ ۳ ژوئن ۱۹۶۵) بازیکن فوتبال اهل اسپانیا است.
از باشگاه‌هایی که در آن بازی کرده‌است می‌توان به باشگاه فوتبال نومانسیا، باشگاه فوتبال رکریتیوو اوئلوا، باشگاه فوتبال رئال مورسیا، باشگاه فوتبال کامپوستلا، و باشگاه فوتبال اسپورتینگ خیخون اشاره کرد.